# 11774 Jerne
11774 Jerne (1128 T-3) là một tiểu hành tinh vành đai chính được phát hiện ngày, by [] ở.